# Durankaya, Hakkâri
Durankaya là một thị trấn thuộc thành phố Hakkâri, tỉnh Hakkâri, Thổ Nhĩ Kỳ. Dân số thời điểm năm 2011 là 3.822 người.